# Birte Kretschmer
Birte Kretschmer (* 1970 in Hamburg) ist eine deutsche Schauspielerin und Hörspielsprecherin.

## Leben
Birte Kretschmer begann nach ihrem Abitur ein Studium der Psychologie an der Universität Trier, kehrte aber bald nach Hamburg zurück und absolvierte eine schauspielerische Ausbildung am Bühnenstudio der darstellenden Künste in Hamburg, während der sie bereits einen Tourneevertrag erhielt. Sie spielte danach in freien Produktionen sowie gastweise am Hamburger Ohnsorg-Theater, dessen Ensemble sie seit 1997 angehört. Hier sah man sie beispielsweise in Unkel Wanja nach Anton Tschechow unter der Regie von Michael Bogdanov oder in De Nervbüdel, der niederdeutschen Bühnenadaption des Films Die Filzlaus. 2015 spielte Kretschmer in Goot gegen Nordwind, der plattdeutschen Bühnenfassung des Romans Gut gegen Nordwind von Daniel Glattauer.
Im Fernsehen konnte man Birte Kretschmer in einigen Fernsehaufzeichnungen aus dem Ohnsorg-Theater erleben. 2003 wirkte sie in der Tatort-Episode Sonne und Sturm mit. Umfangreich dagegen sind ihre Rollen als Hörspielsprecherin und Sprecherin von Hörbüchern. Seit 1997 wirkt Kretschmer in plattdeutschen Produktionen des NDR mit, neben vielen anderen ist sie seit 2011 in der mehrteiligen Reihe Düsse Petersens zu hören, in der sie die Rolle der Ulrike Petersen spricht.
Birte Kretschmer ist Mutter zweier Kinder.

## Filmografie
- 1995: Die Brandstiftung
- 1996: Wenn man Meyer heißt
- 1997: Seemann, gib‘ acht!
- 1998: Die graue Maus
- 2000: Hamburger Bier
- 2000: Morgen wird alles anders
- 2000: Der Vogelforscher (Kurzfilm)
- 2003: Tatort – Sonne und Sturm
- 2004: Willi, das Prachtstück
- 2005: Pension Schöller
- 2008: Drei Mann an der Küste
- 2008: Sei still, Junge!
- 2011: Otello darf nicht platzen

## Hörspiele (Auswahl)
- 1997: Insa Findewöör oder Söbenteihn Sorten Regen – Regie: Jochen Schütt
- 1998: Footstappen – Regie: Hans Helge Ott
- 1999: Seenebel – Regie Stefan Dutt
- 2000: Huus achter’n See – Regie: Ursula Hinrichs
- 2000: Arvdeel – Regie: Frank Grupe
- 2001: Dat Swimmen in’n Speegel – Regie: Hans Helge Ott
- 2002: Woto hest du mi op dat Eiland bröcht? – Regie: Georg Bühren
- 2003: Tweemal leven – Regie: Frank Grupe
- 2003: Nich mit mi! – Regie: Dirk Böhling
- 2003: Dat Kind ünner’t Ies – Regie: Jochen Schütt
- 2004: Mittsommernachtsdröömen – Regie: Hans Helge Ott
- 2004: Märte un Joe – Regie: Ilka Bartels
- 2005: Brabant (Teil 1 – 3) – Regie: Hans Helge Ott
- 2006: Himmelsbande (Teil 1 und 2) – Regie: Hans Helge Ott
- 2006: Een Held in’n Dörpskroog – Regie: Hans Helge Ott
- 2006: Ünner den Melkwoold – Regie: Hans Helge Ott
- 2009: Hungern un Freten – Regie: Ilka Bartels
- 2009: Halligstorm – Regie: Frank Grupe
- 2010: Gespensterjäger in der Gruselburg (Teil 1 und 2) – Regie: Hans Helge Ott
- 2010: De Ehrengäst oder Op veer Been lööpt een Swien – Regie: Dirk Böhling
- 2011: Njorka un de Fents vun’n Sommer – Regie: Ilka Bartels
- 2011–2015: Düsse Petersens (20 Folgen als Ulrike Petersen) – Regie: Hans Helge Ott
- 2012: Dree Damen oolt un ünnerscheedlich – Regie: Ilka Bartels
- 2013: Dode speelt keen Lotto – Regie: Hans Helge Ott
- 2013: Iestappen oder Kiek na buten – Regie: Janine Lüttmann
- 2014: Tiedenwessel – Regie: Hans Helge Ott
- 2014:  So oder anners – Regie: Hans Helge Ott
- 2015: Blomen för Evi – Regie: Michael Uhl
- 2015: Rogge – Regie: Hans Helge Ott
- 2016: Die drei ??? Stille Nacht, düstere Nacht – Regie: Heikedine Körting